# Dale Stephens
Dale Christopher Stephens (ur. 12 czerwca 1989 w Bolton) – angielski piłkarz występujący na pozycji obrońcy w Brighton & Hove Albion.